# Investitionsquote
Die Investitionsquote ist eine betriebswirtschaftliche und volkswirtschaftliche Kennzahl, die den Anteil der getätigten Bruttoanlageinvestitionen im Anlagevermögen eines Unternehmens oder am Bruttoinlandsprodukt (bzw. Volkseinkommen) eines Staates wiedergibt.
Als Investoren kommen Privathaushalte, Unternehmen und der Staat mit seinen Staatsunternehmen in Frage. Die Investitionsquote betrifft alle Investitionsarten, also Erweiterungs-, Ersatz- oder Rationalisierungsinvestitionen. Bei Unternehmen gehören auch die immateriellen Investitionen (Forschung und Entwicklung) zu den Investitionen. Ihre Kennzahl ist die Forschungsquote (F&E-Quote).
Die Investitionstätigkeit ist von herausragender Bedeutung für das nachhaltige Wirtschaftswachstum eines Landes oder die Wettbewerbsfähigkeit eines Unternehmens. Die Investitionsquote als ein Maß zur Bestimmung der wirtschaftlichen Attraktivität einer Volkswirtschaft ermöglicht internationale Standortvergleiche und offenbart Schwächen für nachhaltiges Wachstum. Die Investitionsquote gibt Auskunft über die Investitionstätigkeit in Unternehmen oder in einer Volkswirtschaft. Hohe Investitionstätigkeit ist ein Indiz für erwartete oder bestehende Nachfragesteigerungen oder technologischen Fortschritt, niedrige führt zum Investitionsstau. Je höher die Investitionsquote ausfällt, umso höher ist auch das Pro-Kopf-Einkommen und umgekehrt.

## Ermittlung
Der Ermittlung liegen verschiedene ökonomische Größen zugrunde, je nachdem, ob es sich um die volkswirtschaftliche oder betriebswirtschaftliche Kennzahl handelt.

### Volkswirtschaft

Investitionsquoten in der Triade
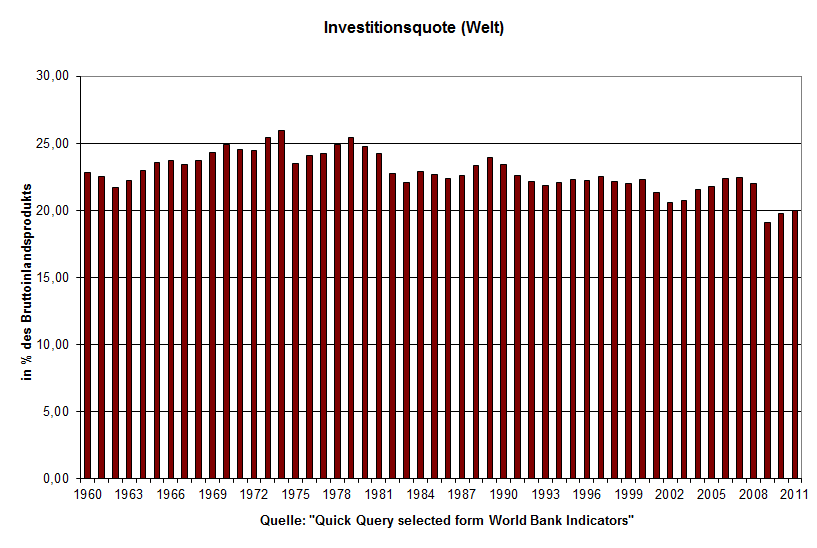
Investitionsquote der Weltwirtschaft

Die volkswirtschaftliche Investitionsquote {\displaystyle I_{q}} ergibt sich aus der Gegenüberstellung der Bruttoanlageinvestitionen {\displaystyle I} mit dem Bruttoinlandsprodukt oder Volkseinkommen {\displaystyle Y}:
{\displaystyle I_{q}={\frac {I}{Y}}}.
Die marginale Investitionsquote {\displaystyle I_{Y}} ist die Ableitung dieser Investitionsquote. Sie gibt an, um wie viel sich die Investitionen ändern, wenn das Einkommen {\displaystyle Y} sich um eine Einheit verändert:
{\displaystyle I_{Y}={\frac {\Delta I}{\Delta Y}}}.
In einer linearen Investitionsfunktion
{\displaystyle I=I_{\text{autonom}}+b_{Y}\cdot Y}
ist die marginale Investitionsquote {\displaystyle b_{Y}}.
Bei dieser Investitionsfunktion sind die Investitionen eine Funktion des Volkseinkommens, sie verändern sich in gleicher Richtung wie das volkswirtschaftliche Einkommen. Ähnlich ist die keynesianische Konsumfunktion spezifiziert. Häufig wird aber die Investitionsfunktion abweichend von der Konsumfunktion nach dem Akzelerator-Prinzip spezifiziert, die Investitionen verändern sich dann nicht in gleicher Richtung wie das Gesamteinkommen, sondern wie die Veränderung des Gesamteinkommens. Analog für den Konsum und das Sparen lassen sich die marginale Konsumquote und die marginale Sparquote definieren.
Die Wachstumsrate einer Volkswirtschaft ergibt sich als Quotient aus der Investitionsquote und dem marginalen Kapitalkoeffizienten {\displaystyle K}:
{\displaystyle {\text{Wachstumsrate}}={\frac {I_{q}}{K}}}.
Die volkswirtschaftliche Forschungsquote {\displaystyle F_{q}} lässt sich aus den gesamten Forschungs- und Entwicklungsausgaben {\displaystyle F} und dem Bruttosozialprodukt {\displaystyle Y} errechnen:
{\displaystyle F_{q}={\frac {F}{Y}}}.
Die Forschungs- und Entwicklungsausgaben setzen sich aus den staatlichen Forschungsausgaben (vor allem bei Universitäten und Akademien, Forschungsförderung) und den Forschungs- und Entwicklungskosten der Unternehmen zusammen. Erhöht sich die Forschungsquote bei gegebenem Bruttosozialprodukt, hat sich die Forschungsintensität eines Staates verbessert.

### Betriebswirtschaft
Bei der betriebswirtschaftlichen Investitionsquote {\displaystyle I_{q}} werden die Bruttoinvestitionen des Anlagevermögens {\displaystyle I} den Umsatzerlösen {\displaystyle E} gegenübergestellt:
{\displaystyle I_{q}={\frac {I}{E}}}.
In anlagenintensiven Unternehmen ist die Investitionsquote im Regelfall am höchsten.
Bei Unternehmen gehören auch die immateriellen Investitionen (Forschung und Entwicklung) zu den Investitionen. Ihre Kennzahl ist die Forschungsquote (F&E-Quote). Die Forschungsquote {\displaystyle F_{q}} ergibt sich aus der Gegenüberstellung der Forschungs- und Entwicklungskosten {\displaystyle F} mit den Umsatzerlösen:
{\displaystyle F_{q}={\frac {F}{E}}}.
Eine hohe Forschungsquote weisen forschungsintensive Unternehmen der Spitzentechnologie (wie die Pharmaindustrie, Elektronikindustrie, Rundfunk- und Nachrichtentechnik, Flugzeugbau oder Waffentechnik) auf.
Eine weitere Kennzahl ist die Investitionsdeckung.

## Statistik
Die Investitionsquote ist ein Indiz für die Investitionsfreudigkeit der Wirtschaftssubjekte.

### Staatsinvestitionen
Bei den Staatsinvestitionsquoten führte 2016 mit 35,7 % Irland, gefolgt von der Türkei (29,3 %), Norwegen (25,3 %) oder Tschechien (24,9 %). Deutschland lag mit 20,9 % knapp oberhalb des EU-28-Medians von 19,9 %.

### Unternehmensinvestitionen
Bei deutschen Unternehmen verringerte sich die Investitionsquote. Lag die Nettoinvestitionsquote im Jahre 1992 noch bei 9,2 %, so sank sie über die Jahre kontinuierlich auf 2,6 % (2017).
Gemessen am Anteil der Bruttowertschöpfung belegte Deutschland im Vergleich mit allen angrenzenden Nationen seit 2001 stets einen der letzten beiden Plätze bei der Unternehmensinvestitionsquote.

### Forschungsquote
Bei den Forschungsquoten führte 2016 weltweit Südkorea (4,23 %), gefolgt von Japan (3,29 %), Schweden (3,25 %), Österreich (3,09 %), Deutschland (2,94 %), Dänemark (2,87 %) oder USA (2,79 %).

## Weblink
- Investitionsquoten nichtfinanzieller Kapitalgesellschaften im Euro-Raum nach Ländern 2006–2016 bei Eurostat